# Robert Pontillon
Robert Pontillon, né le 4 décembre 1921 à Paris et mort le 20 mars 1992 à Suresnes, est un journaliste et homme politique français. Membre de la SFIO puis du PS, il est maire de Suresnes de 1965 à 1983 et sénateur des Hauts-de-Seine de 1977 à 1992. Il s'implique particulièrement sur les sujets liés aux relations internationales.

## Biographie

### Militant socialiste
Né dans une famille de militants socialistes, Robert Pontillon est, dans son adolescence, membre des Faucons rouges, puis des Jeunesses socialistes, dont il anime la cellule à Issoudun (Indre). Pendant la Seconde Guerre mondiale, alors qu'il étudie à la faculté de droit de Paris, il est réfractaire au STO, puis déporté en Tchécoslovaquie en 1943. Parvenu à s'évader, il rejoint la résistance tchécoslovaque jusqu'à la fin de la guerre. Il sera décoré de la médaille de la résistance tchécoslovaque.
Revenu en France en 1945, il décroche une licence de droit et s'oriente vers le journalisme. Il collabore au journal des Jeunesses socialistes, Drapeau rouge, ainsi qu'au journal de la SFIO, Le Populaire, ou d'autres titres de presse. Au début des années 1950, il est permanent de la SFIO, membre du département des relations internationales et du centre international de presse du parti. Il entre au comité directeur de la SFIO en 1963 et pilote les relations internationales du parti.

### Carrière professionnelle
En 1956, il devient chef de cabinet puis directeur de cabinet de Gérard Jaquet, d'abord secrétaire d'État à la présidence du conseil, puis ministre de l'Outre-Mer en 1957.
En 1957, il est nommé directeur du service de radio-diffusion de la France d'Outre-Mer, puis de la société de radiodiffusion qui lui succède. Entre 1962 et 1963, il est directeur général de l'Office de coopération radiophonique. Il poursuit ensuite, mais dans le privé, une carrière de cadre dirigeant dans le domaine de l'audiovisuel : directeur des activités éducatives chez Thomson-Houston à partir de 1964 puis président d'Intervidéo, de 1973 à 1978.

### Carrière politique
Élu au conseil municipal de Suresnes aux élections de 1959, il en devient le maire à la suite du scrutin de 1965, et sera ensuite constamment réélu jusqu'en 1983, lorsqu'il est battu par Christian Dupuy, faisant basculer Suresnes à droite, alors que la ville était dirigée sans discontinuer par la gauche depuis 1919 (la Seconde Guerre mondiale mise à part). Élu conseiller général des Hauts-de-Seine lors de la création du département, de 1967 à 1988, Robert Pontillon est élu sénateur en 1977, et conserve ce mandat jusqu'à sa mort en 1992.

#### Au PS
En 1968, il est élu au comité exécutif de la FGDS, puis l'année suivante, à l'occasion de la création du nouveau Parti socialiste, membre du comité directeur et premier secrétaire de la fédération des Hauts-de-Seine.
Bien que membre de la SFIO, et pas de la convention des institutions républicaines, il devient rapidement un proche de François Mitterrand et porte, avec Louis Mermaz, la motion mitterrandiste du congrès d'Épinay.
Il est alors désigné au bureau exécutif du Parti socialiste, et secrétaire national aux affaires internationales, poste qu'il quitte en 1979. Il est alors élu président de l'union des Partis socialistes de la CEE (1977-1980), avant de devenir, de mai à novembre 1981, conseiller chargé des questions internationales et de défense au cabinet du Premier ministre Pierre Mauroy.

#### Sénateur des Hauts-de-Seine
Élu en 1977, il intègre le groupe socialiste et la commission des affaires étrangères, où il met à profit son expérience acquise à ce sujet à la SFIO puis au PS ainsi que ses relations avec les Premiers ministres israéliens David Ben Gourion et Golda Meir. Rapporteur de plusieurs projets de loi autorisant la ratification de traités et d'accords internationaux, il intervient particulièrement sur les sujets liés à la politique étrangère (relations avec le bloc de l'Est, sécurité collective, droits de l'homme ou encore Moyen-Orient). Il est président du groupe d'amitié France-Portugal et de la section France-Cuba du groupe d'amitié France-Amérique latine.
Soutien de la construction européenne, il devient membre de la délégation du Sénat pour les Communautés européennes en 1979. Il intervient également régulièrement sur ce sujet, par exemple sur la politique agricole commune en 1979, l'adhésion de l'Espagne et du Portugal à la CEE en 1985 ou encore au sujet de la ratification de l'Acte unique européen en 1986. Membre de l'Assemblée parlementaire du Conseil de l'Europe en 1988, vice-président de cette assemblée en 1989, il est aussi membre de l'Assemblée de l'Union de l'Europe occidentale, dont il est élu président en 1990. Impliqué sur le sujet des relations entre la France et le Royaume-Uni, il préside à partir de 1981 la section française du conseil franco-britannique et, à partir de 1984, TransManche Link, organisme créé pour construire le tunnel sous la Manche.
Quant aux sujets liés à la défense, il participe aux débats sur son budget et sur la programmation militaire. Il réussit aussi à faire adopter par le PS la doctrine de la dissuasion nucléaire.
Il est enfin président du Salon audiovisuel et communication et, de 1987 à 1989, membre de l'Office parlementaire d'évaluation des choix scientifiques et technologiques.
Il vote contre la loi sécurité et liberté (1980), pour l'abolition de la peine de mort (1981), pour la loi relative aux prestations de vieillesse, d'invalidité et de veuvage (1982) mais s'abstient sur la loi concernant la décentralisation (1982) et sur celle créant le RMI (1988).

#### Maire de Suresnes

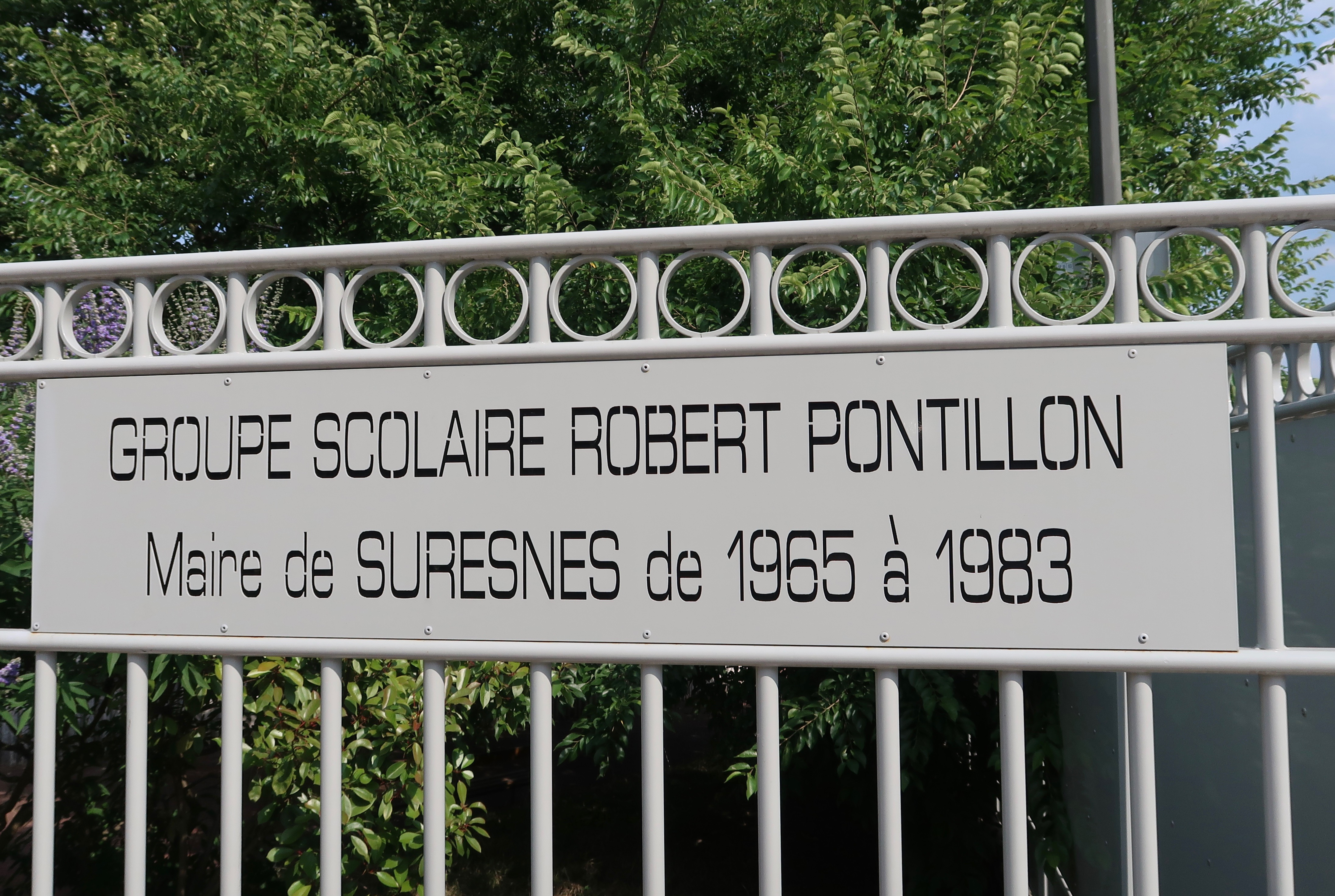
Plaque du groupe scolaire Robert-Pontillon.

Son bilan municipal est associé à de nombreuses constructions. Il crée ainsi l'école des Cottages, l'école Voltaire (actuelle école Robert-Pontillon), une résidence pour personnes âgées, le marché couvert Caron-Jaurès, le Foyer des Jeunes travailleurs (rue des Carrières) et le Foyer des Jeunes travailleuses ou encore le stade Salvador-Allende, en hommage à son ami chilien (il a depuis été renommé stade Jean-Moulin), qui accueille depuis 1975 le Rugby club Suresnes Hauts-de-Seine. En 1974, il accueille à Suresnes le Parti socialiste ouvrier espagnol — alors illégal sous le régime franquiste —, qui y tient son 26e congrès (es),.
En 1979 est inauguré le parc départemental du Mont-Valérien. Le 4 mars 1968 est lancée la Société d'économie mixte pour la rénovation de Suresnes (SEMERSu), reconnue d’utilité publique en 1971, bénéficiant d’un arrêté de ZAC à partir de 1972 et chargée de planifier la reconfiguration du centre-ville. Elle conduit à la destruction d'une partie des maisons et des bâtiments du vieux Suresnes, remplacées par des tours et des barres de logement (comme la Cité de l'Europe en 1982), des bureaux et un centre commercial. Les restes de la maison seigneuriale – l'ancienne imprimerie où Jean Jaurès et Charles Péguy corrigeaient les épreuves de leurs manuscrits – et la guinguette La Belle-Gabrielle, sont détruits, de même que le site historique de la Fontaine du Tertre, qui abritait une ferme et un verger, et qui laisse place à des bâtiments de l’hôpital Foch. Cela suscitera les critiques de son successeur à la mairie sur l'aspect « bétonné » de ces réalisations, rompant avec le passé de Suresnes ; afin d’empêcher de nouvelles destructions urbaines, Christian Dupuy dotera la ville d'une zone de protection du patrimoine architectural et urbain.

### Mort
Âgé de 70 ans, il meurt en 1992 à la suite d'une longue maladie. Le président du Sénat, Alain Poher, prononce son éloge funèbre. Il est inhumé au cimetière Voltaire de Suresnes.

## Hommage et décorations
- Groupe scolaire Robert-Pontillon (Suresnes).
- Il est titulaire de nombreuses décorations étrangères[2].